# Gabriela Medina
Gabriela Amor Medina Espinoza (Santiago, 7 de octubre de 1935-Talagante, 16 de junio de 2025) fue una actriz y profesora chilena, reconocida por su larga trayectoria y por sus numerosos papeles en telenovelas, películas y obras de teatro chilenas. 
Sus mayores éxitos los alcanzó con los papeles secundarios en varias películas como Coronación, Negocio redondo, Sub Terra, Machuca y 03:34 Terremoto en Chile. También actuó en series de televisión como Ángel Malo, A la Sombra del Ángel, Playa Salvaje y Reserva de familia y en series, incluyendo su participación en la producción original Los 80. Su mayor éxito en teatro fue en 1976 con La familia de Marta Mardones, de Fernando Cuadra, de la compañía de Teatro Teknos de la Universidad Técnica del Estado.

## Biografía
Su fascinación por el teatro, empieza a los seis o siete años de edad, gracias a que su madre, modista de alta costura que trabaja para actrices de ópera y teatro, se beneficia con entradas libres a las funciones teatrales, a las que la niña también concurre. Pero la madre no aprueba la idea de que la hija estudie algo que le brinda tan poca estabilidad, y la convence de estudiar en la Escuela Normal n.º 2 de Santiago, donde se titula de profesora de la enseñanza primaria.  
Debutó profesionalmente en la obra Pan caliente, de María Asunción Requena, integrando el elenco del grupo Teknos, del teatro de la Universidad Técnica del Estado. En la compañía, compartió con Sonia Viveros, Maité Fernández, Gladys del Río y Luis Alarcón entre otros. 
En 1973, Medina mientras actuaba en una obra junto a Elena Moreno, estalló el golpe de Estado de 1973, y rápidamente continúo en el Teknos, marcó el exilio de varios actores del país y la jefatura de diversas personalidades de la dictadura. En 1976, vive uno de sus mayores triunfos teatrales: su actuación en La familia de Marta Mardones, de Fernando Cuadra. Su papel logró gran reconocimiento artístico y recibió el Premio Chilena Consolidada a la mejor actriz.  
Llama entonces la atención de los productores de televisión de Canal 13, quienes la llaman para participar en telenovelas (Bienvenido Hermano Andes, Los títeres y Ángel malo, entre muchas otras). Luego, en la década de 1980 llega el cine. Sus primeros trabajos en este ámbito tienen muy poca difusión, ya que tocan temas censurados por la dictadura, como el exilio o los detenidos desaparecidos. A fines de los 90, regresa a la pantalla grande con el filme Gringuito, de Sergio Castilla. Después vienen los exitosos y laureados filmes Coronación, de Silvio Caiozzi, Sub terra, de Marcelo Ferrari y Machuca de Andrés Wood. Su actuación en la película de Caiozzi le valió el premio a Mejor actriz de reparto en 2000, otorgado por la Asociación de Periodistas de Espectáculos, APES. 
En 2011 recibió el Premio Apes a su trayectoria artística. En 2013 recibió el Premio Cine Chileno a la trayectoria en cine por la Festival de Cine Chileno. En 2016 recibió el Diploma de Honor por la Embajada de Chile en Suecia. En 2018 recibió un homenaje por el Sindicato de Actores de Chile a su trayectoria. En 2019, el directorio del Teatro Sidarte rebautizó una de sus salas como “Sala N°2 Gabriela Medina”, en conmemoración al día nacional del teatro chileno. En el mismo año recibió el Premio a la trayectoria en el Festival de Cine de La Serena.

## Vida personal
En su juventud tuvo una relación amorosa con el director de teatro y cantante Víctor Jara. Su primer matrimonio fue con el locutor Manuel Berríos con quien tuvo a sus primeros tres hijos y luego con el actor César Arredondo. Sus hijos son María Gabriela, José Luis, el también actor Claudio Arredondo, Patricia Eugenia, Marcela Paz y Alejandra. Es abuela de la también actriz y ministra de las Culturas, las Artes y el Patrimonio, Carolina Arredondo.

## Filmografía
| Año  | Título                   | Papel                | Director             |
| ---- | ------------------------ | -------------------- | -------------------- |
| 1983 | El 18 de los García      |                      | Claudio Di Girolamo  |
| 1983 | Rogelio Segundo          |                      | Ricardo Larraín      |
| 1987 | Imagen latente           |                      | Pablo Perelman       |
| 1998 | Gringuito                | Madame Kuki          | Sergio M. Castilla   |
| 2000 | Coronación               | Lourdes              | Silvio Caiozzi       |
| 2001 | Negocio redondo          | Mercedes             | Ricardo Carrasco     |
| 2001 | La fiebre del loco       | Alicia               | Andrés Wood          |
| 2003 | Subterra                 | María de los Ángeles | Marcelo Ferrari      |
| 2004 | Machuca                  | Lucy                 | Andrés Wood          |
| 2004 | Inportunación            | Jacinta              | Luis Echavarri       |
| 2008 | Mein Herz in Chile       | Doña Salinas         | Jörg Grünler         |
| 2009 | Desde el corazón         | Angelina             | Edgardo Viereck      |
| 2011 | Gente mala del norte     | La Brasileña         | Patricio Riquelme    |
| 2011 | 03:34 Terremoto en Chile | Fresia               | Juan Pablo Ternicier |
| 2012 | No                       | Ella misma           | Pablo Larraín        |
| 2012 | Sal                      | Laura                | Diego Rougier        |
| 2013 | Vacaciones en familia    | Marita               | Ricardo Carrasco     |
| 2018 | Perkin                   |                      | Roberto Farías       |
| 2024 | Malas costumbres         |                      | Pablo Mantilla       |

## Televisión
| Año  | Título                     | Papel             | Notas        |
| ---- | -------------------------- | ----------------- | ------------ |
| 1975 | J. J. Juez                 | —                 | —            |
| 1977 | Padre Gallo                | Carmela           |              |
| 1977 | El secreto de Isabel       | María             |              |
| 1982 | Bienvenido hermano Andes   | Carmen Ferrándiz  |              |
| 1983 | Las herederas              | Marietta Brito    |              |
| 1984 | Los títeres                | Gabriela González |              |
| 1985 | La trampa                  | Socorro           |              |
| 1986 | Ángel malo                 | Alzira            |              |
| 1988 | Semidiós                   | Sara              |              |
| 1989 | Bravo                      | Laura             |              |
| 1989 | A la sombra del ángel      | Rosalía Recalde   |              |
| 1990 | El milagro de vivir        | Carmen Olave      |              |
| 1991 | Volver a empezar           | Zunilda Jara      | 3 episodios  |
| 1992 | El palo al gato            | Hilda             |              |
| 1994 | Champaña                   | Zenilda Romero    |              |
| 1996 | Marrón glacé, el regreso   | Ninfa             |              |
| 1997 | Playa salvaje              | Violeta Chávez    |              |
| 1998 | Marparaíso                 | Guadalupe Marín   |              |
| 2001 | Piel canela                | Yolanda Jaña      |              |
| 2003 | 16                         | Aurelia           | 2 episodios  |
| 2005 | Brujas                     | Elizabeth Donoso  |              |
| 2007 | Papi Ricky                 | Manuela García    | 9 episodios  |
| 2007 | Lola                       | Juana Soto        | 10 episodios |
| 2009 | Conde Vrolok               | Modesta Pérez     |              |
| 2010 | Mujeres de lujo            | Raquel Ubilla     | 5 episodios  |
| 2011 | Infiltradas                | Melinda Barraza   | 17 episodios |
| 2011 | Peleles                    | Myriam            | 6 episodios  |
| 2012 | Reserva de familia         | Cristina Sánchez  |              |
| 2013 | Somos los Carmona          | Humilde Loyola    |              |
| 2014 | Caleta del sol             | Juana Gutiérrez   |              |
| 2015 | Veinteañero a los 40       | Violeta Mardones  | 9 episodios  |
| 2018 | Perdona nuestros pecados 2 | Adela Cáceres     | 5 episodios  |

| Año        | Título                          | Papel                 | Notas                                 |
| ---------- | ------------------------------- | --------------------- | ------------------------------------- |
| 1977       | La familia de Marta Mardones    | Marta Mardones        | Protagonista                          |
| 1990       | Crónica de un hombre santo      | Rosalinda             | —                                     |
| 1992       | Estrictamente sentimental       | Lucía                 | Episodio: "Cambio de piel"            |
| 1993       | La patrulla del desierto        | Tila                  | Episodio: "Peligros de Dolores"       |
| 1994       | Soltero a la medida             | Melania               | Elenco principal                      |
| 1996       | Vecinos puertas adentro         | Aída                  | Episodio: "Gestos de reconciliación"  |
| 2002; 2005 | La vida es una lotería          | Luzmira/Abuela/Ester  | 4 episodios                           |
| 2003       | Amores urbanos                  | Leticia               | —                                     |
| 2003; 2004 | Mea culpa                       | Inés Valdivia / Norma | 2 episodios                           |
| 2004       | Bienvenida realidad             | Juana                 | 2 episodios                           |
| 2004       | Geografía del deseo             | Emeteria              | Episodio: "Viaje al norte"            |
| 2005-2007  | Los Galindo                     | Luisa Galindo         | T1-T2. Elenco principal               |
| 2005       | Los Simuladores                 | Sra. Cáceres          | Episodio: "Superhéroes"               |
| 2006       | JPT: Justicia para todos        | Josefina Faúndez      | Episodio: "Isapre"                    |
| 2007       | Mujeres que matan               |                       | 1 episodio                            |
| 2007; 2008 | Casado con hijos                | Zoila                 | 4 episodios                           |
| 2007       | Héroes                          | Gabriela              | Episodio: "Portales"                  |
| 2008-2014  | Los 80                          | Imelda                | T1-T7. Elenco principal               |
| 2008       | Camera café                     | Asunción              | Elenco principal                      |
| 2009       | Una pareja dispareja            | Rosa                  | 2 episodios                           |
| 2011       | La Colonia                      | Zoila                 | —                                     |
| 2011       | 12 días que estremecieron Chile | Abuela                | Episodio: "Todas íbamos a ser reinas" |
| 2016       | Lo que callamos las mujeres     | Soledad / Estela      | 2 episodios                           |
| 2017       | Papá Mono                       | Mimi                  | 1 episodio                            |
| 2017       | Irreversible                    | Berta                 | Episodio: "La Insulina"               |

## Teatro
- 1968: El tragaluz. Compañía Teatro Teknos.
- 1969: Pan caliente. Compañía Teatro Teknos.
- 1969: Mariana Pineda. Compañía Teatro Teknos.
- 1971: Escuela de mujeres. Compañía Teatro Teknos.
- 1971: Recuento. Compañía Teatro Teknos.
- 1972: Homo chilensis. Compañía Teatro Teknos.
- 1973: Volpone. Compañía Teatro Teknos.
- 1974: Las bodas de fígaro. Compañía Teatro Teknos.
- 1975: La vedova scaltra. Compañía Teatro Teknos.
- 1976: La fierecilla domada. Compañía Teatro Teknos.
- 1976: La familia de Marta Mardones. Compañía Teatro Teknos.
- 1977: La viuda de Apablaza. Compañía Teatro Teknos.
- 1979: Martín Rivas
- 1980: Aniversario
- 1981: La remolienda
- 1981: Carrascal 4.400
- 2010: La casa de los espíritus

## Distinciones
- 1976: Premio Chilena Consolidada a la mejor actriz de teatro por La familia de Marta Mardones.
- 2000: Premio Apes a la mejor actriz de reparto por Coronación.
- 2011: Premio Apes a la trayectoria por la Asociación de Periodistas de Espectáculos de Chile.
- 2013: Premio Cine Chileno a la trayectoria en cine por la Festival de Cine Chileno.
- 2016: Medalla a la Trayectoria por los 75 años del Teatro Experimental de la Universidad de Chile.
- 2016: Diploma de Honor por la Embajada de Chile en Suecia.
- 2019: Premio a la trayectoria por el Festival de Cine de La Serena.
- 2024: Premio Caleuche a la trayectoria por Chile actores.

## Homenajes
- Libro Memoria Emotiva. Actrices Chilenas de Catherine Mazoyer.
- Libro ABCDiario Actoral II, de Sindicato de Actores de Chile.
- Sala n°2 Gabriela Medina en el Teatro Sidarte.